# Симакова, Анастасия Геннадьевна
Анастаси́я Генна́дьевна Симако́ва (род. 9 сентября 2004) — российская художественная гимнастка, бронзовая призёрка чемпионата России 2020 года в упражнениях с лентой.
В 2016 году завоевала серебро в индивидуальном многоборье на первенстве России среди девочек 11—12 лет (по программе I разряда).
Летом 2019 года выступала на первом в истории юниорском чемпионате мира, где завоевала две золотые медали: в упражнениях со скакалкой и командную.
Родилась 9 сентября 2004 года в Омске, является воспитанницей Омской школы художественной гимнастики. 
Летом 2022 18-летняя спортсменка переехала в Нюрнберг и уже получила немецкий паспорт. Отмечается, что она подает документы для приема на тренировочную базу. Симакова подчеркнула, что хочет продолжить карьеру именно в Германии.
В марте 2023 года Международная федерация гимнастики (FIG) утвердила смену спортивного гражданства Анастасии Симаковой, и уже с весны 2024 года она сможет выступать на соревнованиях за Германию.